# Amathia crispa
Amathia crispa är en mossdjursart som först beskrevs av Jean-Baptiste Lamarck 1816.  Amathia crispa ingår i släktet Amathia och familjen Vesiculariidae. Inga underarter finns listade i Catalogue of Life.